# Ronald Reagan UCLA Medical Center
El Ronald Reagan UCLA Medical Center es un hospital localizado en el campus de la Universidad de California en Los Ángeles en Los Ángeles, California. Está clasificado como el tercer mejor hospital de los Estados Unidos por US News & World Report, y el primero en la costa oeste. El hospital brinda atención terciaria a Los Ángeles y las comunidades circundantes.
UCLA Medical Center tiene centros de investigación que cubren casi todas las especialidades principales de la medicina y enfermería, así como odontología, y es el principal hospital de enseñanza de la Facultad de Medicina David Geffen de UCLA y la Facultad de Enfermería de UCLA. El departamento de emergencias del hospital es un centro de trauma de nivel I certificado para pacientes adultos y pediátricos.  Ronald Reagan UCLA Medical Center es una parte constituyente de UCLA Health , un consorcio integral de hospitales de investigación e institutos médicos afiliados a UCLA, incluido el Ronald Reagan UCLA Medical Center,UCLA Medical Center, Santa Monica, Resnick Neuropsychiatric Hospital en UCLA, UCLA Mattel Children's Hospital y UCLA Medical Group.
En conjunto, los hospitales y las instalaciones de atención especializada del sistema de salud de UCLA lo convierten en uno de los sistemas de atención médica más completos y avanzados de los Estados Unidos. El hospital ha sido clasificado entre los veinte primeros en 15 de las 16 especialidades médicas clasificadas por el ranking de US News. Diez de esas especialidades se clasificaron entre las diez primeras. En 2005, el American Nurses Credentialing Center otorgó al centro médico el estado "Magnet".

## Celebridades hospitalizadas y fallecidas
El UCLA Medical Center despidió a algunos de sus empleados por mostrar los expedientes médicos de la cantante Britney Spears, quien fue hospitalizada en el pabellón psiquiátrico el 15 de marzo de 2008. Además dicha artista dio a luz a su primer hijo, Sean Preston.
El 7 de abril de 2008, fueron revelados los informes médicos de varios pacientes del alto nivel, incluyendo la primera dama de California Maria Shriver, la actriz Farrah Fawcett y la cantante Britney Spears, estos informes fueron robados por un trabajador del hospital.
El 15 de octubre de 2008 hospitalizaron a la esposa del epónimo del hospital, la ex primera dama Nancy Reagan, por una fractura a la pelvis.
El 23 de junio de 2009, Ed McMahon murió en el UCLA Medical Center a los 86 años.
El 25 de junio de 2009, el cantante Michael Jackson, "El Rey del Pop", es llevado de urgencia luego de sufrir un paro cardíaco, horas más tarde muere a la edad de 50 años, menos de 3 semanas antes de comenzar su gira This Is It.
El 21 de julio de 2015, el cantante y actor Theodore Bikel, muere de causas naturales a la edad de 91 años.
El 27 de diciembre de 2016, muere la actriz Carrie Fisher a los 60 años tras sufrir un infarto masivo y estar varios días hospitalizada.
El 13 de junio de 2017, la cantante Beyoncé Knowles da a luz a su segundo y tercer hijo, los mellizos Rumi y Sir Carter en compañía de su esposo, el rapero Jay-Z.
El 25 de diciembre de 2018, el entrenador de fútbol Sigi Schmid es hospitalizado de urgencia y posteriormente muere mientras esperaba un trasplante de corazón.